# إعرم العلام (آيت اشو أو يعقوب)
إعرم العلام هو دُوَّار يقع بجماعة دير القصيبة، إقليم بني ملال، جهة بني ملال خنيفرة في المملكة المغربية. ينتمي الدوّار لمشيخة آيت اشو أو يعقوب التي تضم 4 دواوير. يقدر عدد سكانه بـ 5548 نسمة حسب الإحصاء الرسمي للسكان والسكنى لسنة 2004.

## روابط خارجية
- البوابة الوطنية للجماعات الترابية
- المندوبية السامية للتخطيط